# Tim Torn Teutenberg
Tim Torn Teutenberg (Mettmann, 19 giugno 2002) è un pistard e ciclista su strada tedesco che corre per il team Lidl-Trek. Attivo come Under-23/Elite dal 2021, nel 2023 a Grenchen ha vinto il titolo europeo nella corsa a eliminazione su pista.

## Biografia
Proviene da una famiglia di ciclisti, in quanto il padre Lars, gli zii Sven e Ina-Yoko e la sorella Lea Lin sono stati o sono professionisti.

## Palmarès

### Pista
- 2019 (Juniores)

Campionati europei, Corsa a eliminazione Junior
Campionati tedeschi, Omnium Junior
- 2021

Bahnen-Tournee Singen, Omnium
- 2022

Campionati tedeschi, Scratch
Campionati tedeschi, Corsa a punti
Campionati tedeschi, Corsa a eliminazione
Campionati tedeschi, Omnium
- 2023

Campionati europei, Corsa a eliminazione
Campionati europei, Omnium Under-23
Campionati europei, Corsa a eliminazione Under-23
Campionati tedeschi, Omnium
- 2024

Campionati del mondo, Americana (con Roger Kluge)
2025
Campionati europei, Corsa a eliminazione
Campionati europei, Omnium

### Strada
- 2024 (Lidl-Trek Future Racing, quattro vittorie)

Classifica generale Olympia's Tour
Parigi-Roubaix Espoirs
1ª tappa Tour de Bretagne (Locmaria-Plouzané > Plougonvelin)
1ª tappa Flèche du Sud (Canach > Canach)
Campionati tedeschi, Prova a cronometro Under-23

#### Altri successi
- 2019 (Juniores)

Classifica giovani Tour de Gironde
- 2023 (Leopard TOGT Pro Cycling)

Großer Preis der Sparkasse Neuss
Volksbank Giro 2. Tag
- 2024 (Lidl-Trek Future Racing)

Classifica a punti Olympia's Tour
Classifica giovani Olympia's Tour
Classifica a punti Tour de Bretagne
1ª tappa Tour Alsace (Sausheim, cronosquadre)

## Piazzamenti

### Competizioni mondiali
- Campionati del mondo su pista

Francoforte sull'Oder 2019 - Omnium Junior: 5º
Francoforte sull'Oder 2019 - Americana Junior: 2º
Roubaix 2021 - Scratch: 7º
Roubaix 2021 - Omnium: ritirato
St. Quentin-en-Yv. 2022 - Omnium: 5º
St. Quentin-en-Yv. 2022 - Corsa a eliminazione: 7º
Glasgow 2023 - Scratch: 8º
Glasgow 2023 - Omnium: 10º
Glasgow 2023 - Corsa a eliminazione: 11º
Ballerup 2024 - Inseguimento a squadre: 3º
Ballerup 2024 - Americana: vincitore
Ballerup 2024 - Scratch: 9º
Ballerup 2024 - Omnium: 8º
- Campionati del mondo su strada

Fiandre 2021 - In linea Under-23: 38º
Wollongong 2022 - In linea Under-23: 33º
Glasgow 2023 - In linea Under-23: 17º
Zurigo 2024 - In linea Under-23: 31º
- Giochi olimpici

Parigi 2024 - Inseguimento a squadre: 9º
Parigi 2024 - Omnium: 7º

### Competizioni europee
- Campionati europei su pista

Gand 2019 - Corsa a eliminazione Junior: vincitore
Gand 2019 - Omnium Junior: 5º
Gand 2019 - Americana Junior: 3º
Fiorenzuola d'Arda 2020 - Corsa a eliminazione Junior: 9º
Fiorenzuola d'Arda 2020 - Omnium Junior: 2º
Fiorenzuola d'Arda 2020 - Americana Junior: 3º
Apeldoorn 2021 - Corsa a eliminazione Under-23: 2º
Apeldoorn 2021 - Omnium Under-23: 5º
Apeldoorn 2021 - Americana Under-23: 8º
Grenchen 2021 - Corsa a eliminazione: 5º
Grenchen 2021 - Omnium: 5º
Grenchen 2021 - Americana: 7º
Anadia 2022 - Corsa a eliminazione Under-23: 2º
Anadia 2022 - Omnium Under-23: 2º
Anadia 2022 - Americana Under-23: 3º
Grenchen 2023 - Corsa a eliminazione: vincitore
Grenchen 2023 - Corsa a punti: 10º
Grenchen 2023 - Scratch: 5º
Anadia 2023 - Corsa a eliminazione Under-23: vincitore
Anadia 2023 - Omnium Under-23: vincitore
Anadia 2023 - Americana Under-23: 3º
Apeldoorn 2024 - Omnium: 6º
Apeldoorn 2024 - Inseguimento a squadre: 4º
Apeldoorn 2024 - Corsa a eliminazione: 6º
Heusden-Zolder 2025 - Corsa a eliminazione: vincitore
Heusden-Zolder 2025 - Omnium: vincitore
Heusden-Zolder 2025 - Americana: 3º
- Campionati europei su strada

Plouay 2020 - In linea Junior: ritirato
Anadia 2022 - In linea Under-23: 35º
Drenthe 2023 - Cronometro Under-23: 15º
Drenthe 2023 - In linea Under-23: 6º
Limburgo 2024 - In linea Under-23: 16º